# Адемар от Шабан
Адемар от Шабан е аквитански духовник от знатен произход, живял край Лимож и Ангулем. Автор е на хроника на франкската държава, в която намират място и известия за Византия и войните ѝ със Самуилова България.